# Nordin Ben Salah
Pour les articles homonymes, voir Ben Salah.
Nordin Ben Salah est un kickboxeur et un boxeur néerlandais d'origine marocaine surnommé « Fighting Nordin » né le 18 mai 1972 à M'Tioua (Maroc), et mort le 20 septembre 2004 à Amsterdam (Pays-Bas).

## Biographie
Né à M'Tioua, un village situé dans le nord du Maroc, Nordin Ben Salah émigre avec sa famille (cinq enfants) à Purmerend, aux Pays-Bas en 1974, alors qu'il est âgé de deux ans. Lors de son adolescence, il suit les pas de son grand frère qui pratique le muay-thaï. Il s'inspire alors de boxeurs comme Roy Jones Jr. et Oscar de la Hoya.
À l'âge de 15 ans, il commence sa carrière de kickboxeur. Lors de ses débuts, il est entraîné par Michel van Halderen. Champion du monde de kickboxing en 1994, il décide de se reconvertir à la boxe anglaise, avec succès, devenant champion du Benelux dans ce sport en 1997, et champion intercontinental en 2001 dans diverses catégories de poids. Cependant, il est forcé à renoncer à combattre pour le titre de champion du monde à cause de blessures. Quelque temps après, il se tourne alors vers l'organisation de tournois de boxe.
Le 20 septembre 2004, « Fighting Nordin », 32 ans, est mortellement blessé dans une fusillade dans les rues d'Amsterdam. Il meurt à l'hôpital,. Une enquête est en cours. À cette heure, nous n'excluons pas l'hypothèse d'un règlement de comptes au sein du milieu criminel, indique alors à l'AFP un porte-parole de la police néerlandaise.
Son dernier combat - victorieux - s'est déroulé contre l'argentin Francisco Antonio Mora le 6 septembre 2003 à Erfurt, en Allemagne. Mora est l'un des deux seuls boxeurs à l'avoir vaincu.

## Titres
- 1994 : champion du monde de Kickboxing
- 1997-2000 : champion du Benelux de Boxe anglaise
- 2002-2003 : champion Intercontinental WBA de Boxe anglaise

## Vie privée
Il est le père de Marouan Ben Salah, également kickboxeur.